# VariCAD
VariCAD ist ein 2D/3D-CAD-Programm, das vorwiegend für den Maschinenbau konzipiert wurde. Mit dem Programm können zweidimensionale Zeichnungen und dreidimensionale Volumenmodelle, sogenannte Solids, erstellt werden.
VariCAD unterstützt Parameter, geometrische Zwangsbedingungen und Baugruppen-Konstruktionen, sowie Attribute mit automatischer Stücklisten-Generierung. Das System bietet darüber hinaus Konstruktions-Werkzeuge, wie z. B. für Schalenkörper, Rohrleitungen, Blech-Abwicklungen, Kollisionsanalysen usw.
Zum Programm gehört ein Normteilekatalog mit Schrauben, Muttern, Wälzlagern und vielem mehr. Dazu bietet es integrierte Berechnungsmodule zum Beispiel für Federn, Biegung und Torsion von Trägern, zudem Volumen, Masse und Schwerpunktsberechnungen.
Mit VariCAD können 2D-Daten von Fremdsystemen in den Formaten DXF und DWG-Format eingelesen und gespeichert werden, IGES-Daten können im 3D-Format exportiert werden. Die Unterstützung des Industrie-Standardformates für den Produkt-Datenaustausch STEP ermöglicht den Datenaustausch mit allen gängigen 3D-CAD Systemen. Die Ausgabe der 3D-Daten im STL-Format ermöglicht die direkte Erstellung von physischen Prototypen mit der Stereolithografie Technologie.
VariCAD ist verfügbar für die Betriebssysteme Windows und Linux, unterstützt Unicode und daher zusätzlich auch Sprachen wie Japanisch, Russisch oder Chinesisch.
Mit dem sehr günstigen VariCAD Viewer existiert ein proprietärer CAD-Viewer, der auf demselben Geometrie-Kern wie VariCAD aufsetzt und daher neben dem VariCAD-eigenen 2D- und 3D-Format, die 2D-Formate DXF, DWG, sowie das 3D-Format STEP darstellen kann. Neben der grafischen Darstellung dieser Formate können mit dem Viewer Geometrien analysiert und abgemessen werden, 3D-Elemente als hochauflösende Grafikdatei ausgegeben, 2D-Daten ausgedruckt und geplottet und in allen von VariCAD unterstützten Formaten gespeichert und damit konvertiert werden.
Das tschechische Unternehmen VariCAD s.r.o. ist auch Mitglied der Open Design Alliance.